# Calliandra quetzal
Calliandra quetzal är en ärtväxtart som först beskrevs av John Donnell Smith, och fick sitt nu gällande namn av John Donnell Smith. Calliandra quetzal ingår i släktet Calliandra och familjen ärtväxter. Inga underarter finns listade i Catalogue of Life.